# Задельные крестьяне
Задельные крестьяне — в Российской империи до отмены крепостного права в 1861 году — освобождённые от барщины крестьяне, которым помещики платили за их работу по соглашению деньгами, хлебом или иными продуктами. Задельная плата выплачивалась по количеству выполненной работы, то есть сдельно. 
Лексикограф Владимир Даль в «Толковом словаре живого великорусского языка» приводит другое определение задельных крестьян как крестьян, работавших на барщине и освобождённых от выплаты оброка. Аналогично государственный деятель Михаил Позен в своём проекте крестьянской реформы называет барщинные имения «задельными». 